# Gmina związkowa Neumagen-Dhron
Gmina związkowa Neumagen-Dhron (niem. Verbandsgemeinde Neumagen-Dhron) - dawna gmina związkowa w Niemczech, w kraju związkowym Nadrenia-Palatynat, w powiecie Bernkastel-Wittlich. Siedziba gminy związkowej znajdowała się w miejscowości Neumagen-Dhron.

## Podział administracyjny
Gmina związkowa zrzeszała cztery gminy wiejskie:
1. Minheim
2. Neumagen-Dhron
3. Piesport
4. Trittenheim

1 stycznia 2012 gmina związkowa została rozwiązana, a trzy pierwsze gminy zostały wcielone do gminy związkowej Bernkastel-Kues. Gmina Trittenheim natomiast została wcielona do gminy związkowej Schweich an der Römischen Weinstraße, a tym samym do powiatu Trier-Saarburg.